# 게오르그 브라네스

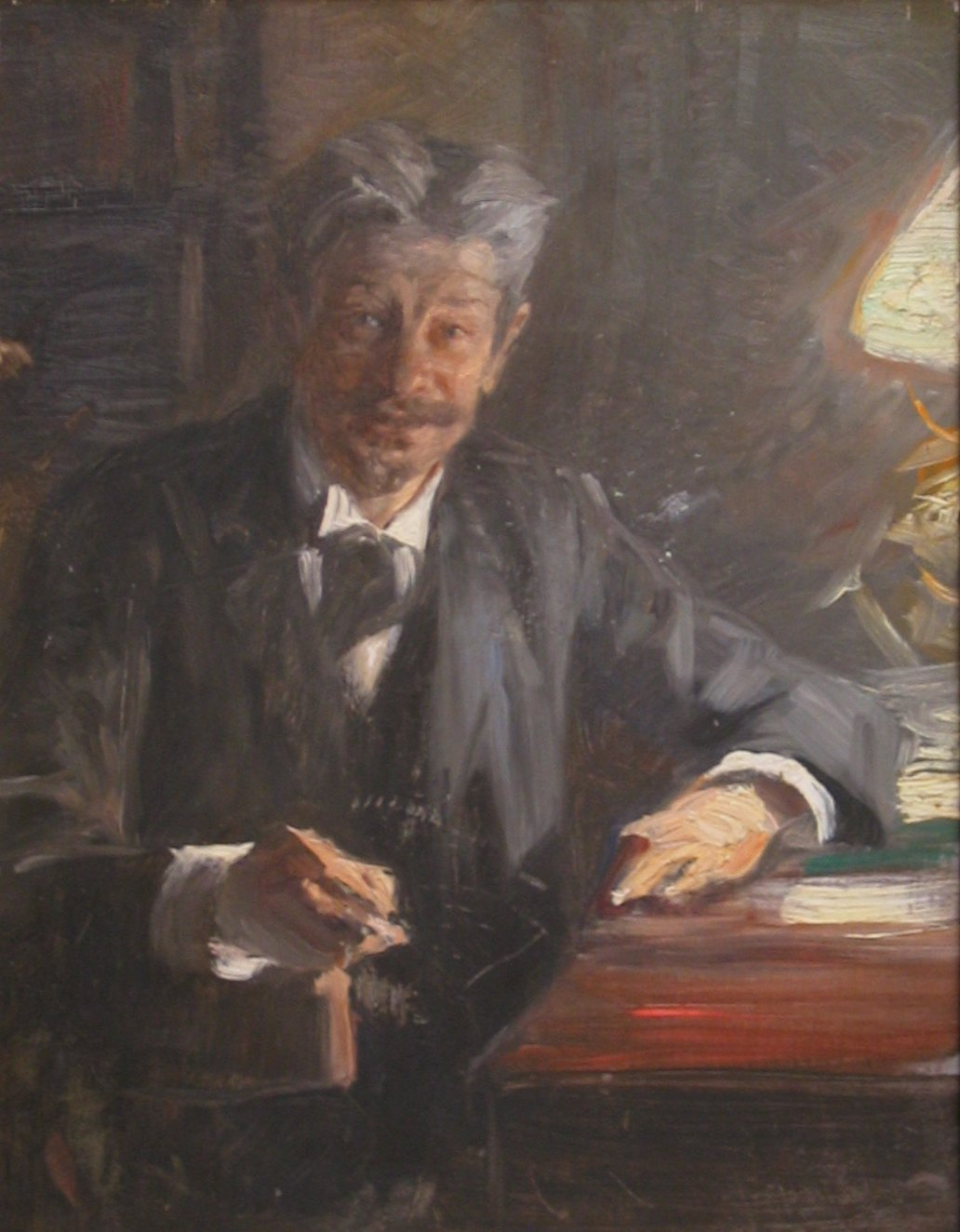
페데르 세베린 크로이에르가 그린 게오르그 브라네스의 초상(1900년 제작).

게오르그 모리스 코헨 브라네스(덴마크어: Georg Morris Cohen Brandes, 1842년 2월 4일 ~ 1927년 2월 19일)는 덴마크의 문학비평가, 인문학자로 1870년대부터 20세기 초까지 스칸디나비아 문학에 큰 영향을 미쳤다. 덴마크를 비롯한 북유럽 국가의 문예운동인 "근대의 돌파구"의 이론을 정립하였으며, 덴마크, 노르웨이, 스웨덴의 여러 예술가와 교류하여 덴마크에 서유럽식 인문주의를 이식하였다.